# Saas-Grund
Saas-Grund is een gemeente en plaats in het Zwitserse kanton Wallis, en maakt deel uit van het district Visp.
Saas-Grund telt 1.058 inwoners.

## Externe link

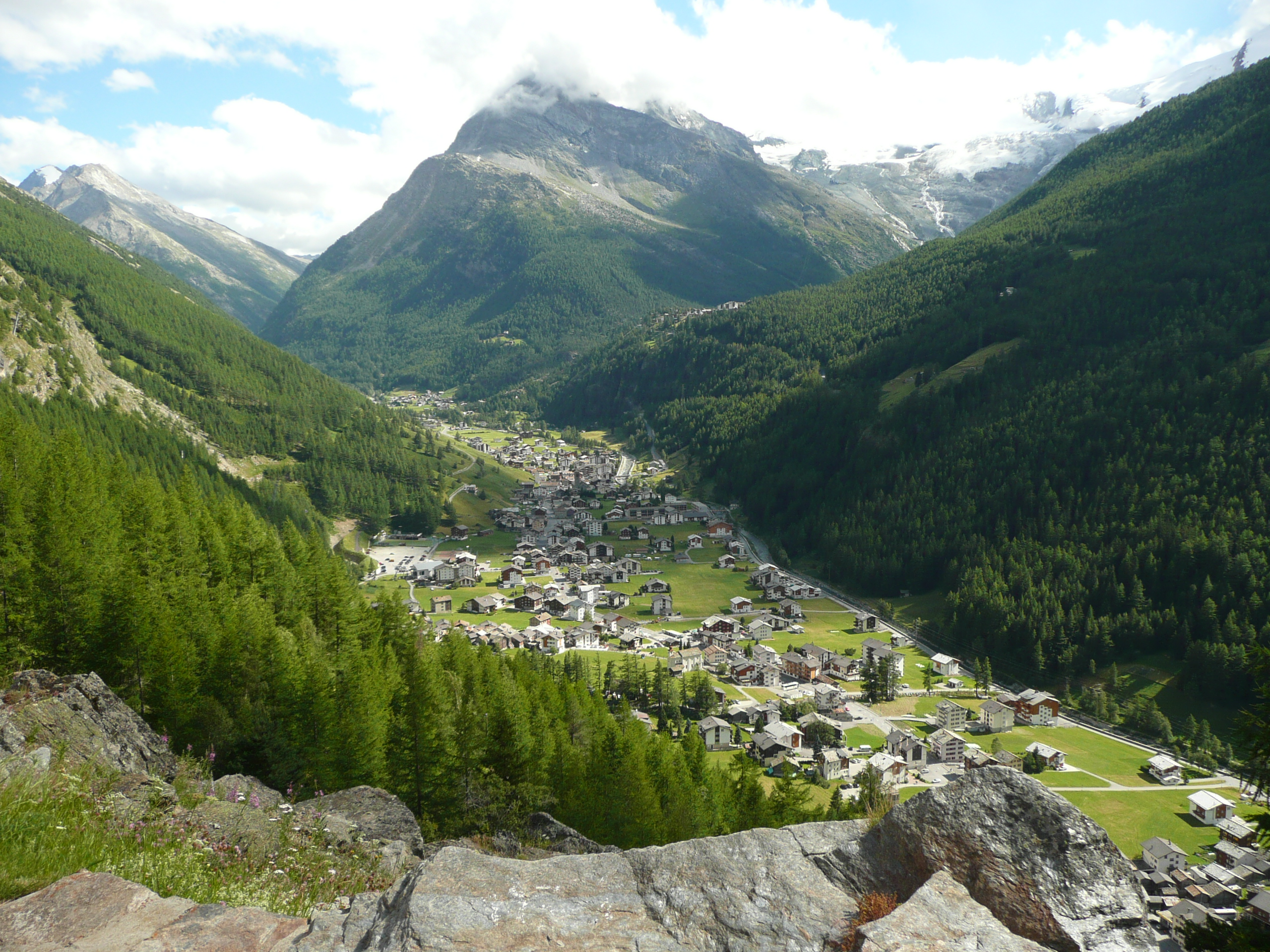